# Арден-Гілс (Міннесота)
Арден-Гілс (англ. Arden Hills) — місто (англ. city) в США, в окрузі Ремсі штату Міннесота. Населення — 9939 осіб (2020).

## Географія
Арден-Гілс розташований за координатами 45°4′16″ пн. ш. 93°9′56″ зх. д. / 45.07111° пн. ш. 93.16556° зх. д. (45.071161, -93.165504).  За даними Бюро перепису населення США в 2010 році місто мало площу 25,00 км², з яких 22,25 км² — суходіл та 2,74 км² — водойми.

## Демографія
Згідно з переписом 2010 року, у місті мешкали 9552 особи в 2957 домогосподарствах у складі 2019 родин. Густота населення становила 382 особи/км².  Було 3053 помешкання (122/км²).
Расовий склад населення:
| - 90,3 % — білих - 4,9 % — азіатів - 1,7 % — чорних або афроамериканців - 0,2 % — корінних американців - 1,0 % — осіб інших рас |

До двох чи більше рас належало 1,9 %. Частка іспаномовних становила 2,8 % від усіх жителів.
За віковим діапазоном населення розподілялося таким чином: 16,1 % — особи молодші 18 років, 68,3 % — особи у віці 18—64 років, 15,6 % — особи у віці 65 років та старші. Медіана віку мешканця становила 34,8 року. На 100 осіб жіночої статі у місті припадало 88,4 чоловіків;  на 100 жінок у віці від 18 років та старших — 85,3 чоловіків також старших 18 років.
Середній дохід на одне домашнє господарство  становив 109 182 долари США (медіана — 80 208), а середній дохід на одну сім'ю — 130 313 долари (медіана — 113 936). Медіана доходів становила 69 024 долари для чоловіків та 59 063 долари для жінок. За межею бідності перебувало 5,1 % осіб, у тому числі 3,1 % дітей у віці до 18 років та 1,5 % осіб у віці 65 років та старших.
Цивільне працевлаштоване населення становило 5206 осіб. Основні галузі зайнятості: освіта, охорона здоров'я та соціальна допомога — 33,9 %, виробництво — 12,4 %, роздрібна торгівля — 10,7 %, фінанси, страхування та нерухомість — 9,5 %.